# Cheval bai brun à l'écurie
Cheval bai brun à l'écurie ou cheval brun à l'écurie est une peinture à l'huile réalisée par Théodore Géricault en 1818. Elle représente un cheval bai-brun licolé, vu de profil gauche, devant un râtelier. 
Cette peinture est conservée au musée des Beaux-Arts du Petit Palais, à Paris.

## Réalisation
La peinture est créée en 1818, et fait partie des nombreuses œuvres de Géricault ayant pour sujet un cheval. Elle est intitulée « Cheval bai brun à l'écurie » par Gaëlle Rio et Bruno Chenique du Musée de la Vie romantique, alors que le site web de Paris Musées et le catalogue de Charles Clément l'intitulent « Cheval brun à l'écurie ».

## Description
Il s'agit d'une peinture à l'huile  sur papier marouflée sur toile.
En 1868, l'ouvrage de Charles Clément décrit cette peinture comme suit : 

« 33 CHEVAL BRUN A L'ÉCURIE. Il est de profil la tête tournée à gauche. Au fond on voit un râtelier. Cette petite étude a appartenu à M. Revil puis à M. d'Houdetot »

— A M Dutuit à Rouen.
Le tableau mesure 26,2 × 35 cm.

## Parcours du tableau

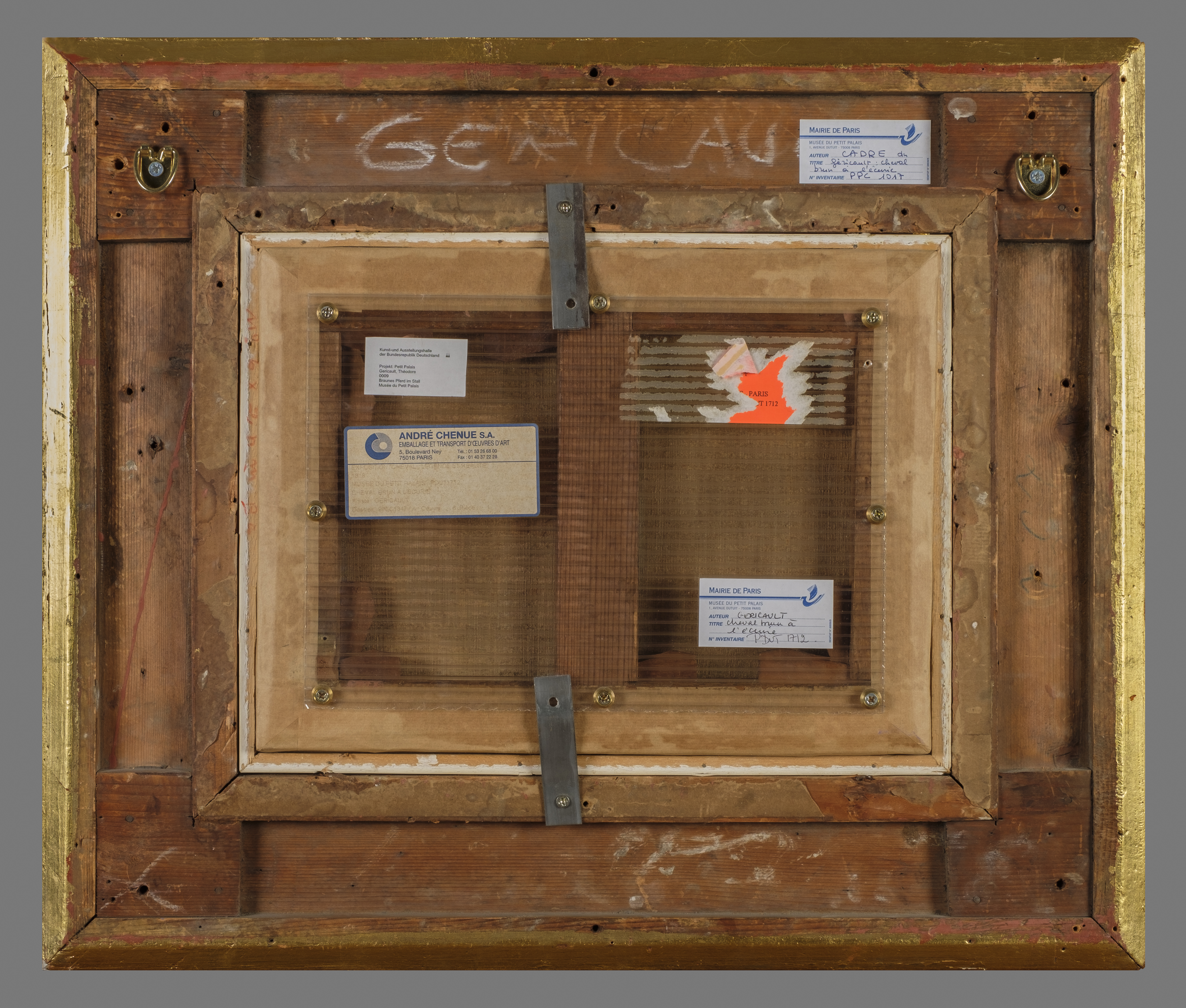
Dos du tableau au Petit Palais.

La peinture est conservée au Petit Palais, à Paris,, au rez-de-chaussée dans la salle 23. Elle a été visible au Musée de la vie romantique pendant l'exposition « Les chevaux de Géricault », en 2024.